# Ginkovci
Ginkovci (znanstveno ime Ginkgoales) so red golosemenk, v katerega uvrščamo samo eno živečo vrsto, dvokrpi ginko (Ginkgo biloba). Ta red velja za edini takson razreda Ginkgoopsida, ki je edini razred v deblu ginkovcev ali ginkijevcev (Ginkgophyta). V red spada pet družin, pri čemer je živeča le še ena izmed njih, ginkovke (Ginkgoaceae).

## Zgodovina
Najstarejši fosilni ostanki ginkovcev, njihovi listi, izvirajo iz obdobja triasa, več vrst teh rastlin pa naj bi se pojavljajo tudi v kasnejših geoloških obdobjih, juri in kredi. Omenjena obdobja, ki jih združujemo v čas mezozoika, veljajo za ero z največjo raznolikostjo in razširjenostjo rastlin, vključujoč ginkovce. Šele v poznem kenozoiku, natančneje v obdobju terciarja, se je diverziteta ginkovcev močno zmanjšala in predvideva se, da so te golosemenke takrat skoraj izumrle. V času paleocena je obstajala le še ena polimorfna vrsta Ginkgo adiantoides, ki je močno spominjala na danes živeči dvokrpi ginko. Moderna ginkova drevesa so avtohtona na območju Kitajske. Najzgodnejši ali vsaj eden prvih predstavnikov je bil najverjetneje rod Trichopitys iz območja današnje Francije.

## Razmnoževanje
Za ginkovce je značilno, da so dvodomne rastline, kar pomeni, da so rastline bodisi moške bodisi ženske. Moške razmnoževalne strukture so v obliki storžastega socvetja, ki je navidezno podobno mačicam kritosemenk; izraščajo pa iz kratkih poganjkov. Ženski razmnoževalni organi izraščajo iz kratkih poganjkov, pri čemer vsak vsebuje dve semenski zasnovi.
Prisotnost bičkov na spolnih celicah je primitivna lastnost, ki jo pri živečih semenkah poleg ginkovcev izražajo samo še sagovci, služi pa gibanju spermalnih celic v vodnem mediju. Za prenos pelodnih zrn, ki nastajajo v prašnikih in vsebujejo moške gamete, poskrbi veter (ginkovci so anemofilne rastline), samo razširjanje spolnih celic pa se dogaja v spomladanskem času. Dejanska oploditev se ne zgodi takoj po oprašitvi, ampak običajno mine več mesecev (vse do jeseni), pri čemer vmes semenska ovojnica omeseni in seme pade na tla. Pogosto do združitve spolnih celic in tvorbe zigote pride šele, ko je seme že dlje časa na tleh in mesnat ovoj že gnije. Za sam proces gnitja je značilen močan vonj, saj pri tem nastaja butanojska kislina neprijetnih dišav.
Semena ginkijevcev so v primerjavi s semeni iglavcev precej velika, gradi pa jih trdna notranja plast in mesnat ovoj rumenkaste barve, zaradi česar izgledajo kot rumene češnje. Semena nastajajo v parih. Odpadla in oplojena semena raznašajo različne živalske vrste, med katere spada tudi siva veverica (Sciurus carolinensis). Ginkova semena s semensko ovojnico se pogosto napačno omenja kot plodove (sadeže), četudi je plod organ, ki je značilen le za kritosemenke.

## Morfologija

### Les ginkovcev
Vse fosilne ostanke, ki spominjajo na ginko, se uvršča v morforod (takson, v katerega spadajo organizmi, ki so si podobni po svoji morfologiji in ne nujno sorodni) Ginkgoxylon, Ginkgomyeloxylon ali Protoginkgoxylon. Fosilni les ginkovcev je precej redko odkritje, saj naj bi se zlahka razgradil, problem pa predstavlja tudi razločevanje od mnogo pogostejših fosilnih ostankov iglavcev. Tako kot za les iglavcev je tudi za les ginkovcev značilen ksilem z razmeroma tankimi celičnimi stenami in primarni prevajalni sistem, ki ga gradita evstela ter bifacialni žilni kambij. Traheide sekundarnega ksilema imajo piknje, ki se pojavljajo le na njihovih stenah.

### Listje ginkovcev
Najdenih je bilo precej fosilnih ostankov listov, pri čemer velik delež predstavljajo fosili od obdobja mezozoika naprej. Ginkovi listi so zelo pomembni pri preučevanju organizmov mezozoika in kenozoika, izstopajo pa tudi po svojih posebnih listnih režah. Fosile listov, ki spominjajo na ginkovce, se pogosto uvršča v Ginkgoites. Listi ginkovcev naj bi bili zelo raznoliki, oblika listov živečega dvokrpega ginka pa naj bi predstavljala le en mogoč tip.

## Galerija
- List dvokrpega ginka (Ginkgo biloba) z vidnim objedanjem (posledica žuželk), star približno 49 milijonov let.
- List dvokrpega ginka (Ginkgo biloba), star približno 49 milijonov let.
- Fosilni list ginkovca vrste Ginkgo huttoni.
- Fosil ginka Ginkgoites huttoni.
- Umetniška rekonstrukcija ginkovcev.